# Kanlıca, Yağlıdere
Kanlıca là một xã thuộc huyện Yağlıdere, tỉnh Giresun, Thổ Nhĩ Kỳ. Dân số thời điểm năm 2011 là 281 người.